# Waiporia algida
Espèce
Synonymes
- Ascuta algida Forster, 1956

Waiporia algida est une espèce d'araignées aranéomorphes de la famille des Orsolobidae.

## Distribution
Cette espèce est endémique de Nouvelle-Zélande. Elle se rencontre sur le mont Algidus dans la région de Canterbury.

## Publication originale
- Forster, 1956  : New Zealand spiders of the family Oonopidae. Records of the Canterbury Museum, vol. 7, no 2, p. 89-169.